# 布朗馬什鎮區 (北卡羅萊納州布拉登縣)
布朗馬什鎮區（英語：Brown Marsh Township）是位於美國北卡羅萊納州布拉登縣的一個鎮區。

## 地方資料
布朗馬什鎮區的面積為87.28平方千米，皆為陸地。根據2020年美國人口普查的數據，當地共有人口1865人，而人口密度為每平方千米21.37人。